# 988 Suicide & Crisis Lifeline
La 988 Suicide & Crisis Lifeline (anticamente 'National Suicide Prevention Hotline) è una rete per la prevenzione dei suicidi negli Stati Uniti che conta 161 centri di crisi. Il numero è gratuito e acceso 24 ore su 24, 7 giorni su 7, per persone in crisi suicidaria o stress emotivo. Dopo aver composto il numero 988, il chiamante viene indirizzato al centro di crisi più vicino per ricevere consulenza immediata.

## Storia
Il National Suicide Prevention Lifeline fa parte della National Suicide Prevention Initiative (NSPI), un multi-progetto per ridurre il suicidio, guidato dal Substance Abuse and Mental Health Services Administration’s (SAMHSA).
Nell'aprile 2017, il musicista e artista Logic ha pubblicato una canzone con Alessia Cara e Khalid intitolata 1-800-273-8255, il numero allora utilizzato per la National Suicide Prevention Hotline.
Il giorno della pubblicazione della canzone, il centro ha ricevuto moltissime telefonate. Dopo aver partecipato agli MTV Video Music Awards 2017, le chiamate sono aumentate del 50% quella notte. La canzone non solo ha aumentato i numeri di chiamata, ma ha anche aumentato la consapevolezza dell'organizzazione. Inoltre il sito Web di Lifeline ha registrato un aumento del 17% degli utenti nel mese di maggio 2017. Molti dei chiamanti di diversi centri di crisi hanno menzionato la canzone di Logic e un terzo di coloro che chiamavano stavano lottando con pensieri suicidi.